# Pueblo janti

La mayoría de los janti viven en el Distrito autónomo de Janti-Mansi, en Siberia Occidental.

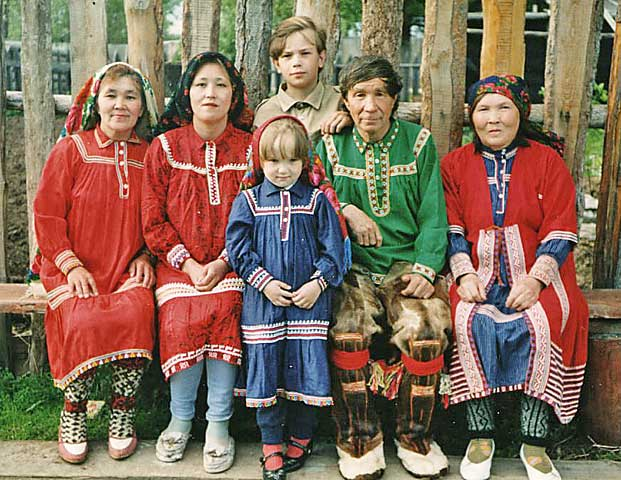
Familia janti.

Los janti (en ruso: Ханты; según otras transliteraciones hanti, khanty o khanti), antiguamente ostyáks, son un pueblo indígena que se llaman a sí mismos janti, jande o jantek, y viven en el Distrito autónomo de Janti-Mansi, una región históricamente conocida como Yugrá (en Siberia), juntamente con los pueblos mansi. En el ókrug autónomo, el idioma janti y el mansi tienen estatus cooficial con el ruso. Según el censo de 2010, 36 239 personas se identificaban como janti. De estos, 26 694 eran residentes en el óblast de Tiumén, más concretamente 26 694 en el ókrug autónomo Janti-Mansi y 8760 en el ókrug autónomo de Yamalo-Nenets. Unos 873 eran residentes del vecino óblast de Tomsk y 88 vivían en la República Komi.

## Historia

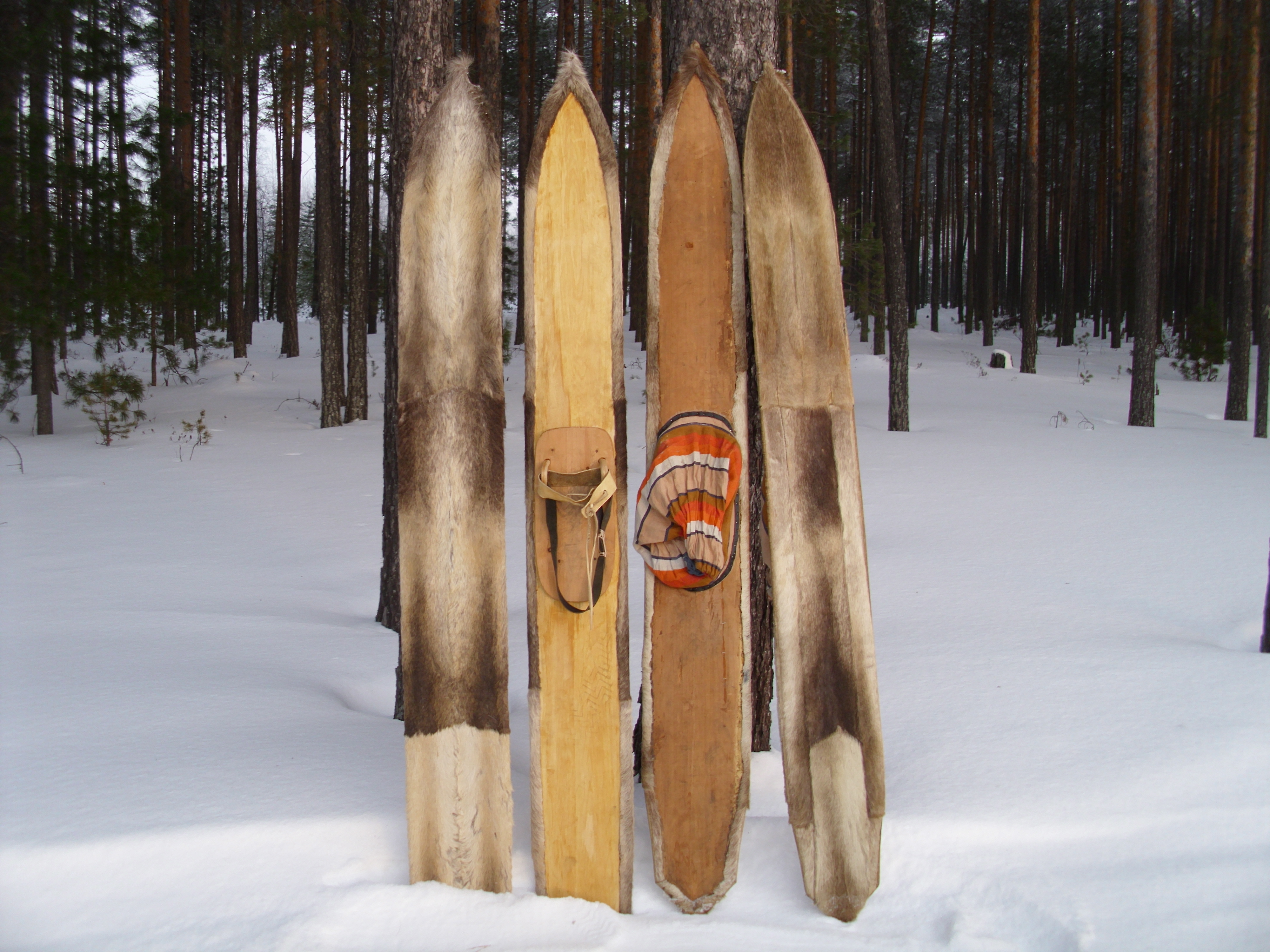
Esquíes usados por la etnia janti, dotados de pieles de foca.

El pueblo janti aparece en los registros rusos por primera vez bajo el nombre de Yugrá (circa siglo XI), momento en que tienen contacto con mercaderes y cazadores rusos. El nombre viene de "jögra" (janti), en el idioma komi-zyriano. Es también posible que fueran por primera vez registrados por el monarca inglés Alfredo el Grande (hacia el siglo X), quien localizó Fenland (‘humedal’) al este del mar Blanco, en Siberia Occidental.
En el siglo XI, Yugrá era realmente un término para numerosas tribus, cada cual con su propio centro y su propio jefe. Cada tribu tenía dos fratrías exogámicas llamadas Mont y Por, y todos los miembros eran considerados como hermanos de sangre. En lugar de esta estructura posteriormente se generó una de clanes, en la que cada líder de clan (kniazets) negociaba con la Rus de Kiev. También participaban en las campañas rusas, y recibieron el derecho a cobrar tributo (yasaq) a dos distritos (volosts) respectivamente. Cuando ya no se vio necesitada de esta estructura, Rusia les retiró sus privilegios.
Los ducados janti fueron incluidos parcialmente en el Janato de Siberia entre la década de 1440 y la de 1570.
Entre los siglos XVII y XIX, hubo intentos de introducir el cristianismo, pero el estilo de vida janti no sufrió ningún cambio real. En la segunda mitad del siglo XIX, fueron gradualmente aceptando la ley estatal.
Durante el período soviético los janti fueron una de las pocas minorías indígenas de Siberia a la que le otorgaron una autonomía en forma de ókrug (distrito autónomo). El establecimiento de la autonomía ha jugado un considerable rol en la consolidación de la etnia (los jantis del oeste llaman a sus vecinos del este Kantök (la otra gente). De todos modos en la década de 1930 el estado soviético hizo esfuerzos concertados para colectivizarlos. Las primeras etapas de esta colectivización significaron la ejecución de jefes tribales a los que etiquetaron como kuláks, así como la ejecución de chamanes. La adopción por el estado de niños que serían enviados a escuelas rusoparlantes provocó una rebelión nacional llamada la rebelión de Kazym.
Después del período de Stalin este proceso se relajó, y en los años 80 y 90 del siglo XX se intensificaron los esfuerzos para proteger su territorio común de la expansión industrial de varios ministerios y agencias. La autonomía ha jugado también un rol principal preservando la cultura e idioma tradicional.
Hoy, las compañías petroleras suponen la principal amenaza para los jantis, al contaminar los bosques de los que dependen y perjudicar a los rebaños de renos. La mayoría de los jantis han perdido su autosuficiencia y dependen de las ayudas del Gobierno y de las propias empresas causantes de sus problemas para sobrevivir. La organización de derechos indígenas Survival International ha reclamado el reconocimiento del derecho de los jantis a su tierra en virtud de las leyes federales de Rusia, y ha instado a las compañías petroleras a respetar el derecho de los jantis a su tierra y a rechazar las prospecciones en ella.
Algunos consideran a la cultura metalúrgica de la cultura de Andrónovo como los ancestros de los jantis.
Antropológicamente, las características de los jantis (particularmente en la región de Beriózovo) incluyen troncos achaparrados de espaldas anchas, pómulos altos, y ojos y pelo negros. La altura media de los hombres es de 158 cm, y la de las mujeres 146 cm.

## Economía

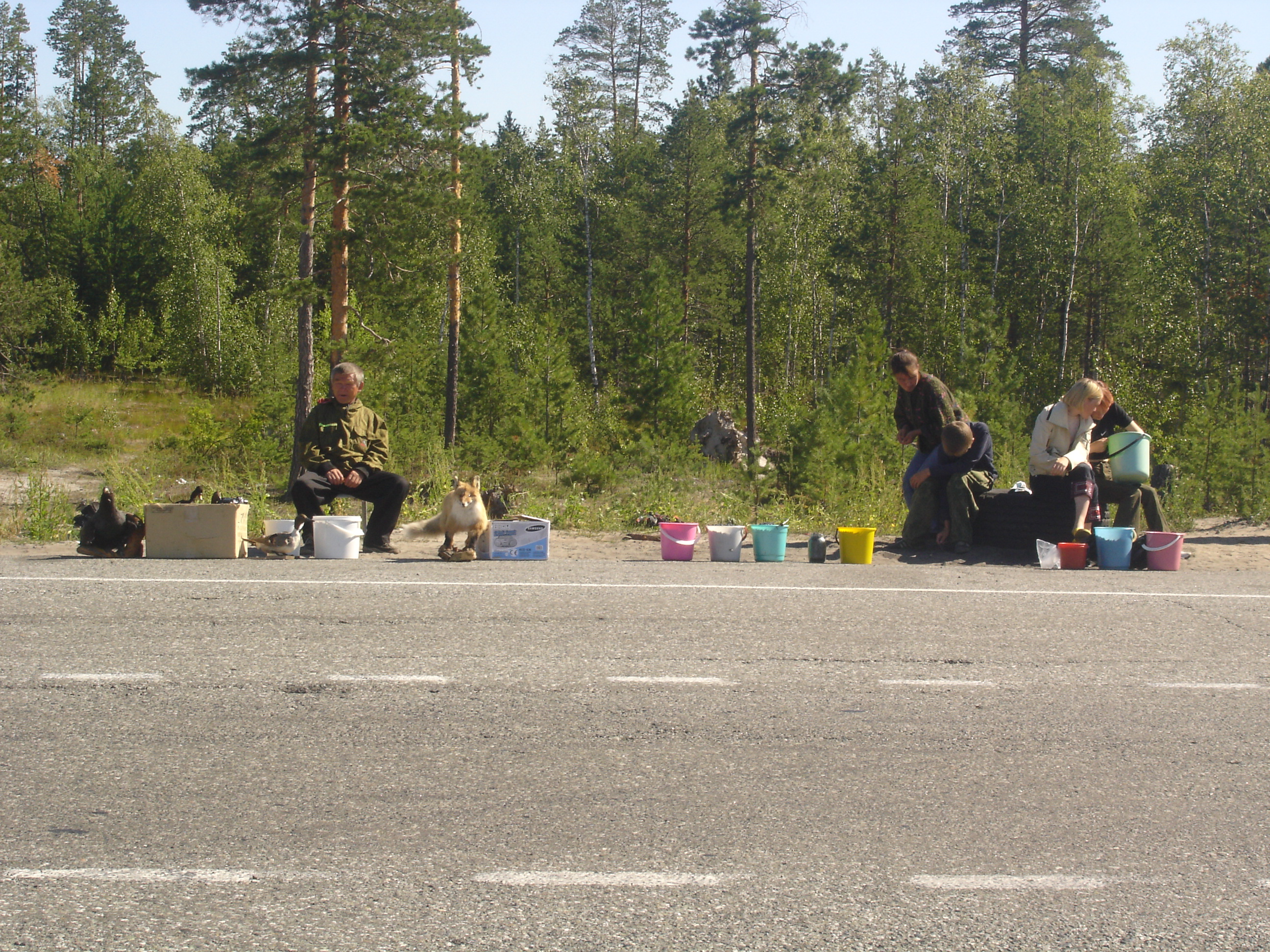
Un janti vendiendo arándanos y animales disecados.

Las ocupaciones tradicionales de los jantis son la pesca, la caza en la taiga y la ganadería del reno. Solían ser tramperos, pero los rebaños fueron ganando terreno a estas prácticas.

## Organización
Los jantis son una de la minorías indígenas de Siberia que gozan de autonomía bajo la forma de ókrug (distrito autónomo).

## Religión
Los jantis son cristianos ortodoxos, incorporando a esta religión creencias tradicionales, como son los chamanes o la reencarnación. Sus chamanes históricos no llevaban atuendos especiales, a excepción de un tocado.

## Idioma
El idioma janti es un lenguaje perteneciente a la rama ugria de las lenguas urálicas. Se cuentan diez dialectos, divididos en meridionales, septentrionales y orientales. Está emparentado con el idioma mansi y de un modo más débil, con el húngaro.